# Gernot Rohr
Gernot Rohr (ur. 28 czerwca 1953 w Mannheimie) – niemiecki trener piłkarski i piłkarz grający na pozycji obrońcy.

## Kariera piłkarska
Karierę piłkarską Rohr rozpoczął w klubie VfL Neckarau. W 1972 roku został zawodnikiem Bayernu Monachium. 30 września 1972 zadebiutował w Bundeslidze w wygranym 4:0 domowym meczu z Herthą Berlin. W Bayernie przez dwa sezony rozegrał łącznie 6 meczów ligowych. Zarówno w 1973, jak i 1974 roku dwukrotne z rzędu wywalczył tytuł mistrza Niemiec. W 1974 roku zdobył też Puchar Mistrzów, jednak nie wystąpił w obu finałowych meczach z Atlético Madryt (1:1, 4:0).
Latem 1974 roku Rohr przeszedł do drugoligowego SV Waldhof Mannheim. Swój debiut w nim zanotował 3 sierpnia 1974 przeciwko Stuttgarter Kickers (1:1). W Waldhofie grał przez rok.
W 1975 roku Rohr ponownie zmienił klub i podpisał kontrakt z Kickers Offenbach. W klubie tym zadebiutował 9 sierpnia 1975 w spotkaniu z 1. FC Kaiserslautern (2:2). W 1976 roku spadł z Kickers do drugiej ligi. W klubie tym występował jeszcze przez sezon.
W 1977 roku Rohr wyjechał do Francji i został zawodnikiem Girondins Bordeaux. Z Girondins trzykrotnie wywalczył mistrzostwo Francji w sezonach 1983/1984, 1984/1985 i 1986/1987. W latach 1986 i 1987 zdobył też Puchar Francji. Swoją karierę zakończył w 1989 roku.

## Kariera trenerska
Po zakończeniu kariery piłkarskiej Rohr został trenerem. W 1990 roku po raz pierwszy został trenerem Girondins Bordeaux. Następnie klub ten prowadził też w latach 1991–1992 oraz 1996. W tym trzecim przypadku doprowadził Bordeaux do finału Pucharu UEFA, w którym francuski zespół uległ 0:2 i 1:3 Bayernowi Monachium.
W latach 1999–2000 Rohr prowadził US Créteil-Lusitanos, w latach 2002–2005 – OGC Nice, w latach 2005–2006 – BSC Young Boys, a w latach 2007–2008 – w AC Ajaccio. W 2008 roku wyjechał do Afryki i przez rok był trenerem tunezyjskiego Étoile Sportive du Sahel. W 2009 roku wrócił do Francji i krótko był trenerem FC Nantes.
21 lutego 2010 Rohr został mianowany selekcjonerem reprezentacji Gabonu. Na stanowisku tym zastąpił Francuza Alaina Giresse'a. Rohr poprowadził Gabon w Pucharze Narodów Afryki 2012, którego Gabon jest współgospodarzem. W 2012 roku został selekcjonerem reprezentacji Nigru, z którą awansował na Puchar Narodów Afryki 2013. Wkolejnych latach był roku był selekcjonerem reprezentacji Burkiny Faso i Nigerii.
W 2023 roku objął funkcję selekcjonera reprezentacji Beninu.